# Castello dei Naselli d'Aragona
Il Castello dei Naselli d'Aragona, detto anche Palazzo del Conte, è una dimora signorile situata al centro di Comiso, in provincia di Ragusa.

## Storia
Già in alcuni documenti del XIII — XIV sec. si parla del castello di Comiso, e si descrive come “...feudum Comisi cum aliis fortiliciis et edificis ...”, quindi già prima della fine del Trecento Comiso era cinta di solide mura per tutto il perimetro, e aveva torri e castello con antistante fossato.
Intorno al 1392 la proprietà del castello passò da Federico Speciaro ai conti Cabrera, mentre nel 1453 fu venduto a Periconio Naselli, barone della Mastra, il cui discendente Gaspare Naselli nel 1571 fu nominato Conte di Comiso da Filippo I di Sicilia.
Da allora per molti secoli il castello divenne la dimora stabile della famiglia Naselli, fino a quando nel 1693 un terremoto fece crollare gran parte del castello ad eccezione della torre. I lavori per restaurarlo continuarono fino agli inizi del Settecento, ma la trasformazione a palazzo signorile si ebbe quando arrivò in visita, dimorandovi per qualche tempo con tutto il seguito, il viceré Cristoforo Fernandez de Cordova. Al tempo dei Borboni, Il castello rimase abbandonato, finché nel 1841, una parte di esso venne trasformata in teatro, passato successivamente al Comune, e la parte bassa fu adibita a carcere mandamentale.
Il 14 maggio 2024 il castello è stato venduto dalla famiglia Nifosì, discendenti dei baroni di Canalazzi, alla  Multifidi di Comiso rappresentata dal dr. Roberto Biscotto, Presidente del Consiglio di Amministrazione, con atto pubblico redatto in Comiso dal notaio Maria Schembari rep.7234.
Il 15 luglio 2024 è stato perfezionato l'acquisto con "atto di constatazione di avveramento di condizione per mancato esercizio della prelazione culturale" da parte della sovrintendenza ai beni culturali. Pertanto viene completato il trasferimento di proprietà del Castello dei Naselli d'Aragona alla Multifidi.

## La struttura
Nel lato est del castello troviamo la parte più antica: un battistero dedicato a san Gregorio Magno, con resti di affreschi di epoca bizantina e risalente intorno all'anno mille; di forma ottagonale, il battistero, alla sommità diventa di forma cilindrica e si completa con un elegante cupola.
La parte nord del castello è caratterizzata da un'elegante trifora serliana, meglio conosciuta come Loggetta, che richiama lo stile cinquecentesco e che presenta pareti affrescate con paesaggi e voli di uccelli; questa loggia fu aggiunta al castello nel 1728, su progetto del genovese Michelangelo Canepa.
Sono altresì presenti due portali ogivali, di cui uno è chiuso da una massiccia porta ferrata a grosse bugne risalente al 1400;una splendida fontanella inserita nella parete e risalente al Cinquecento attribuita al Gagini o alla sua scuola; un fusto di fontana del 1600 circa, in pietra locale riccamente scolpito, conservato nel cortile interno.

## Curiosità
Secondo una leggenda il conte era assediato dentro il suo castello dai suoi nemici per molti giorni e l'assedio non accennava a finire, tanto che le scorte alimentari scarseggiavano. Allora una notte, mentre era in preda all'angoscia, gli apparve San Biagio, il quale lo rassicurò dicendogli che la penitenza sarebbe finita se egli avrebbe digiunato e seguito un suo consiglio: doveva fuggire attraverso un canale sotterraneo e, uscito in aperta campagna, avrebbe incontrato un pastore dal quale avrebbe dovuto acquistare delle ricotte, che, tornato al maniero, avrebbe dovuto gettare sugli assedianti. Il conte, essendo un uomo pio, seguì il consiglio del santo, e avvenne come era stato predetto: il conte si arrese e si mise a buttare sugli accorsi quelle ricotte a una a una. Al che, avendo persuaso i nemici dell'impossibilità di prendere la torre per fame, li indusse a togliere l'assedio. Così castello e paese furono salvi.